# Excirolana chamensis
Excirolana chamensis là một loài chân đều trong họ Cirolanidae. Loài này được Brusca & Weinberg miêu tả khoa học năm 1987.